# Vauxhall Cresta

La Vauxhall Cresta est une automobile construite par le constructeur britannique Vauxhall entre 1954 et 1972. Introduite en 1954, elle constituait une déclinaison plus luxueuse de la Vauxhall Velox, elle-même dérivée de la Vauxhall Wyvern mais dotée d’un moteur six cylindres. Les différentes générations de la Cresta se succédèrent selon la nomenclature suivante : Série E (1954–1957), Série PA (1957–1962), Série PB (1962–1965), Série PC (1965–1972) Par ailleurs, la Vauxhall Viscount (1966–1972) en fut une variante supérieure, basée sur la Cresta PC mais rehaussée d’équipements et de finitions plus raffinés.

## Cresta E
La Vauxhall Velox fut initialement introduite en 1948, avant de connaître une révision en 1951. La variante Cresta E, dévoilée en 1954, reprenait le même propulseur six cylindres de 2 262 cm³ (1,5 litre) ainsi qu’un niveau d’équipement similaire, mais se distinguait par plusieurs aménagements supérieurs. Parmi ceux-ci figuraient une sellerie proposant l’option cuir ou tissu, une livrée bicolore en supplément, un chauffage intégré de série, une petite horloge électrique fixée au tableau de bord, un allume-cigarette, un luminaire actionné automatiquement à l’ouverture du coffre, un miroir de courtoisie incrusté dans la pare-soleil côté passager avant, ainsi qu’un emblème ornemental surmontant le lettrage « V » (pour Vauxhall) à l’avant du véhicule. La présence d’un poste radiophonique demeurait en revanche facultative.
En octobre 1955, une version restylée fut introduite, dotée de pare-brise avant et arrière plus amples. Les vitres à soufflet cédèrent la place à des vitres actionnées par un mécanisme à enrouleur, tandis que les garnitures intérieures furent rehaussées. Les clignotants arrière, désormais ambrés et indépendants, ainsi que les lave-glaces, devinrent de série. Une nouvelle calandre chromée, ornée de moins de lamelles verticales, supplanta l’ancien modèle moulé sous pression. Ce véhicule fut assemblé en Nouvelle-Zélande, conjointement aux Wyvern et Velox, et selon les registres d’usine de la manufacture GM de Petone consultés par un cercle de propriétaires locaux, 840 exemplaires furent produits en 1956. D’autres améliorations intervinrent en octobre 1956 : une calandre à barres horizontales fut adoptée, le moteur bénéficia d’un taux de compression accru, et les essuie-glaces, jadis mus par un arbre à cames, furent désormais actionnés électriquement. La carrosserie et la palette bicolore subirent également des retouches. En juin 1957, la Cresta reçut un moteur redessiné, de même cylindrée, fondé sur le bloc plus profond introduit en mars de la même année sur la série Victor F en version quatre cylindres.

Lors des essais menés par l’hebdomadaire The Motor en 1956, une Cresta se vit attribuer une vitesse maximale de 132 km/h, tandis que son temps d’élan de 0 à 97 km/h fut chronométré à 20,2 secondes. Sa consommation de carburant s’établissait à 12,0 L/100 km, chiffre relevé avec exactitude lors des épreuves. Quant au prix de la voiture soumise à l’examen, il s’élevait à 931 livres sterling, taxes incluses. 

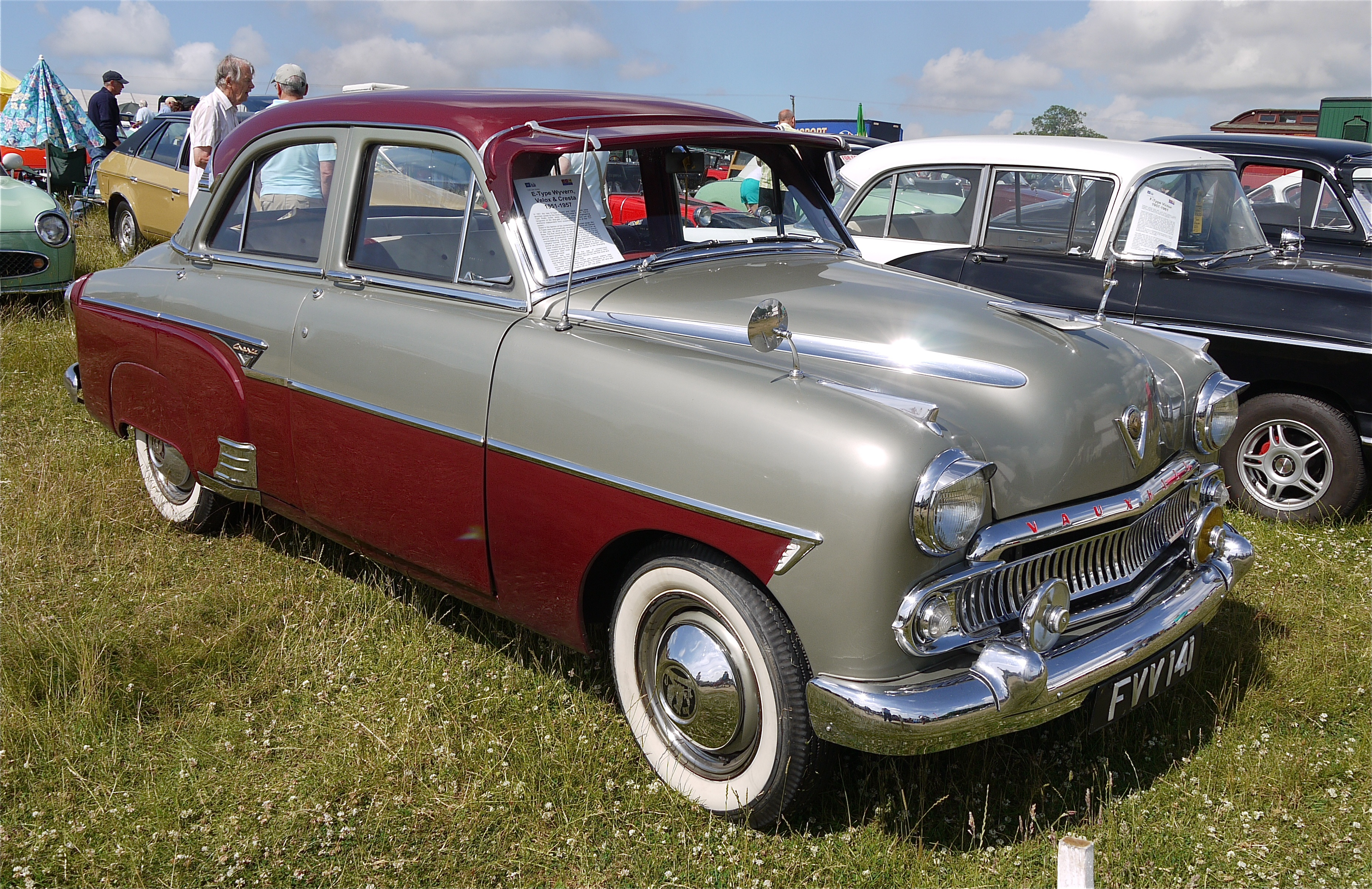
Vauxhall Cresta E (1955–56)
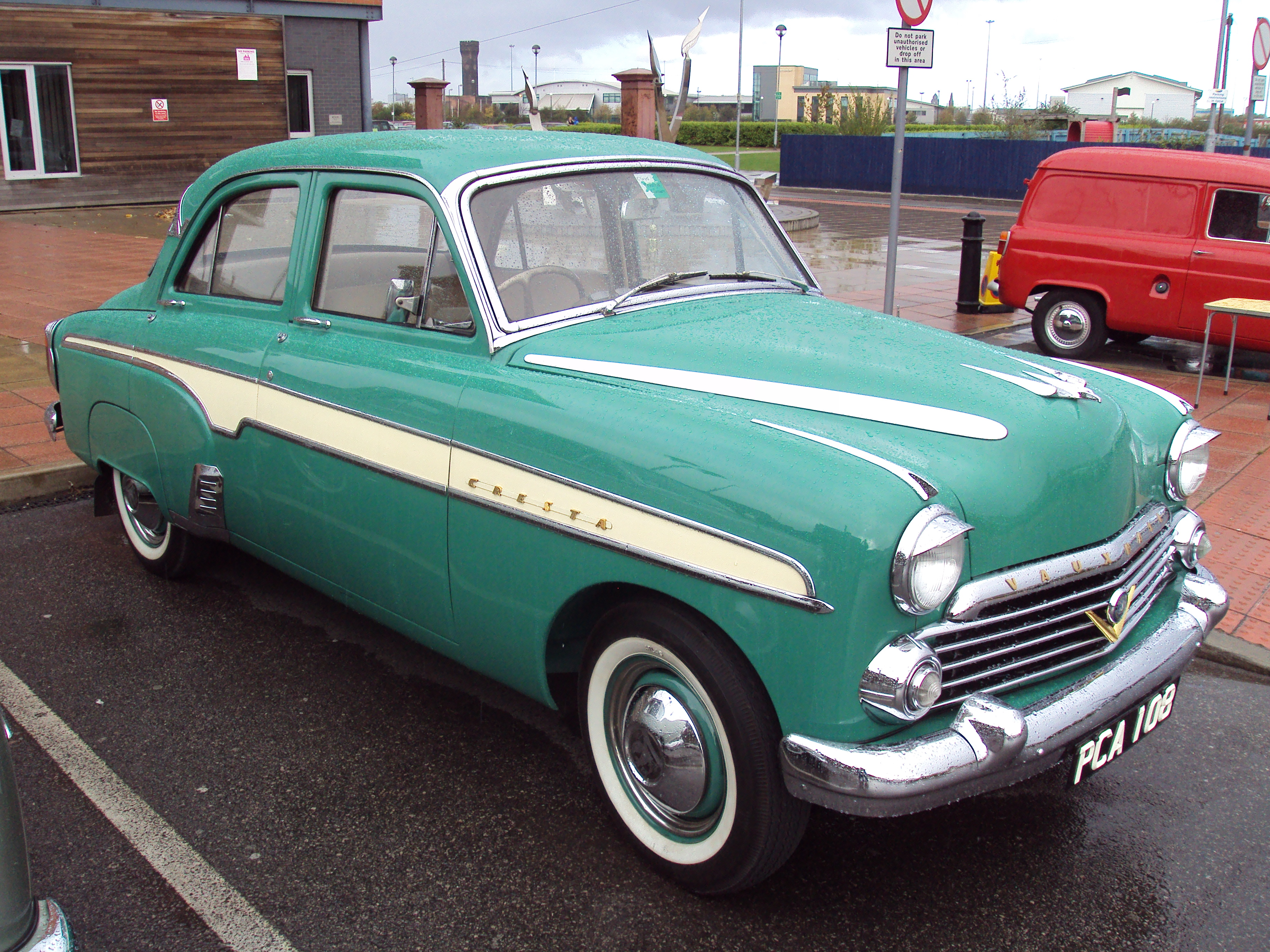
Vauxhall Cresta E (1956–57)
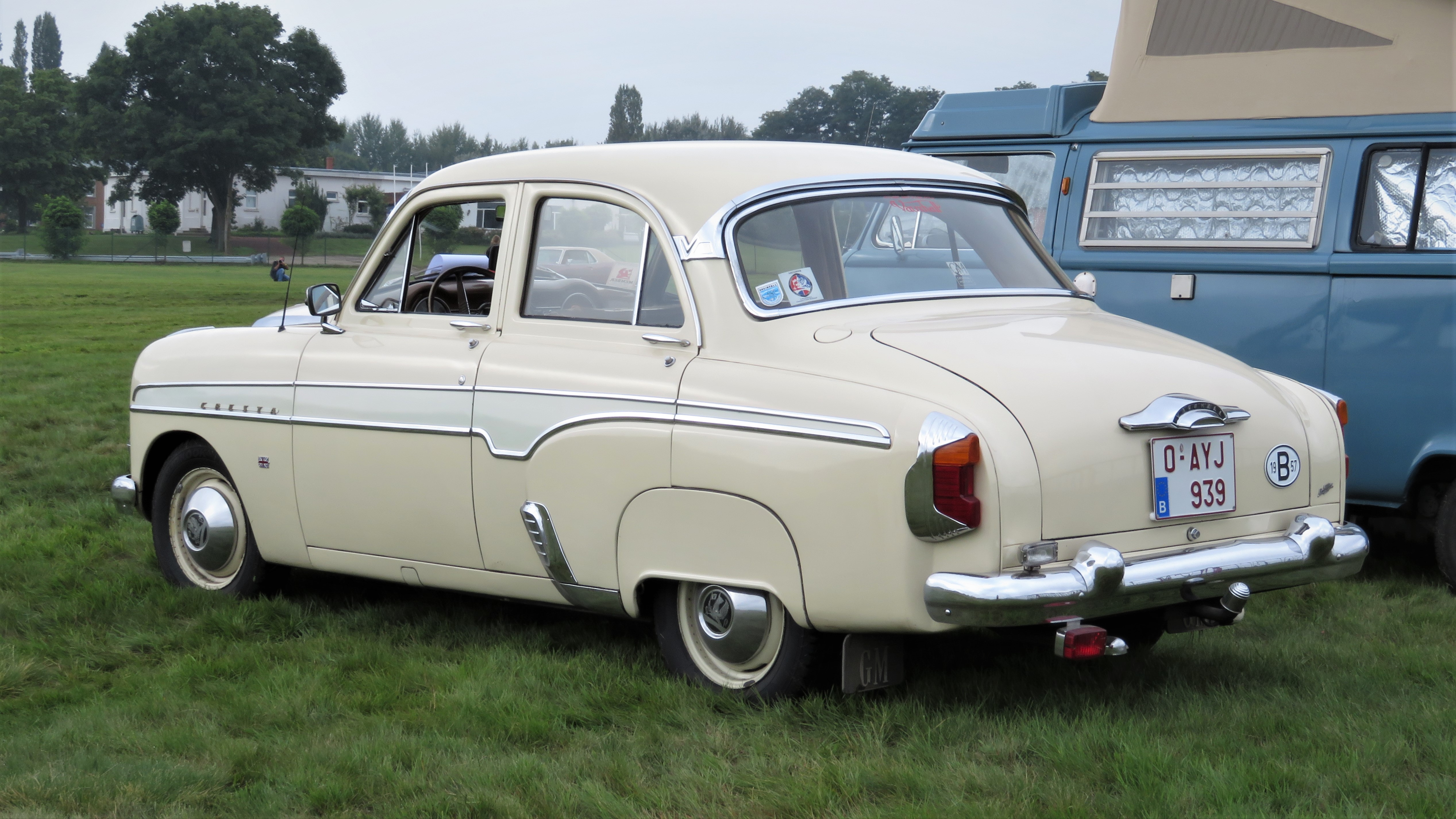
Vauxhall Cresta E (1956–57) vue de derrière

## Cresta PA
La PA Cresta fut dévoilée le 2 octobre 1957. Ce modèle empruntait aux tendances automobiles américaines de l'époque, notamment les ailerons arrière proéminents, les pare-brise enveloppants et les pneumatiques à flancs blancs, s'inspirant directement du concept Pontiac Strato-Streak imaginé par Harley Earl en 1954. Toutes les PA produites en série se présentaient exclusivement sous la forme de berlines quadriportes. Les versions breaks, quant à elles, résultaient de transformations effectuées par l'atelier Friary, établi à Basingstoke (Hampshire). Ces dernières, peu nombreuses à l'origine, sont aujourd'hui d'une grande rareté.
La PA Cresta était équipée d’une suspension avant indépendante, combinant des ressorts hélicoïdaux et une barre antiroulis, tandis que l’essieu arrière rigide reposait sur des ressorts à lames semi-elliptiques. Le système de freinage, de marque Lockheed, employait des tambours de 230 mm sur les quatre roues. Propulsée par un moteur six cylindres en ligne de 1,8 litre, cette automobile héritait de la dernière série E. Ce bloc, doté de soupapes en tête actionnées par poussoirs, affichait un taux de compression de 7,8:1 (une variante à faible compression, de 6,8:1, était également proposée). Il développait une puissance de 82,5 ch à 4 400 tr/min, alimenté par un unique carburateur Zenith. La transmission, quant à elle, ne comptait que trois rapports avant.
Le véhicule disposait d’un habillement intérieur soigné, agrémenté de sièges avant et arrière en cuir et nylon, ainsi que d’une moquette à tissage serré. Le chauffage figurait parmi les éléments de série, tandis que la radio demeurait en option sur le marché domestique. D’autres accessoires facultatifs comprenaient des phares antibrouillard, un feu de marche arrière, un bouchon de réservoir muni d’un verrouillage et des miroirs rétroviseurs latéraux. Afin d’optimiser l’espace intérieur et de permettre l’accueil de six passagers, le levier de frein à main était intégré sous la planche de bord, et la commande de vitesses, dite « à colonne », était fixée sur le montant de direction. La carrosserie pouvait être revêtue d’une teinte unie ou bicolore.

Un véhicule de marque PA, soumis à l’examen du périodique britannique The Motor en 1958, atteignait une vélocité maximale de 144 km/h et parvenait à accélérer de 0 à 97 km/h en 16,8 secondes. Sa frugalité en carburant s’établissait à 11,2 L/100 km. Le modèle testé, soumis à la fiscalité britannique, était affiché à 1 073 £, dont 358 £ de droits. En 1960, une version dotée d’un moteur de 2,6 litres et d’un overdrive fut évaluée par la même publication. Les performances s’en trouvèrent accrues : la vitesse de pointe s’éleva à 152 km/h, l’accélération de 0 à 97 km/h fut réduite à 15,2 secondes, et la consommation améliorée à 10,5 L/100 km. Le prix de ce véhicule s’élevait à 1 077 £, taxes incluses (317 £), tandis que la version dépourvue d’overdrive était proposée à 1 014 £. 

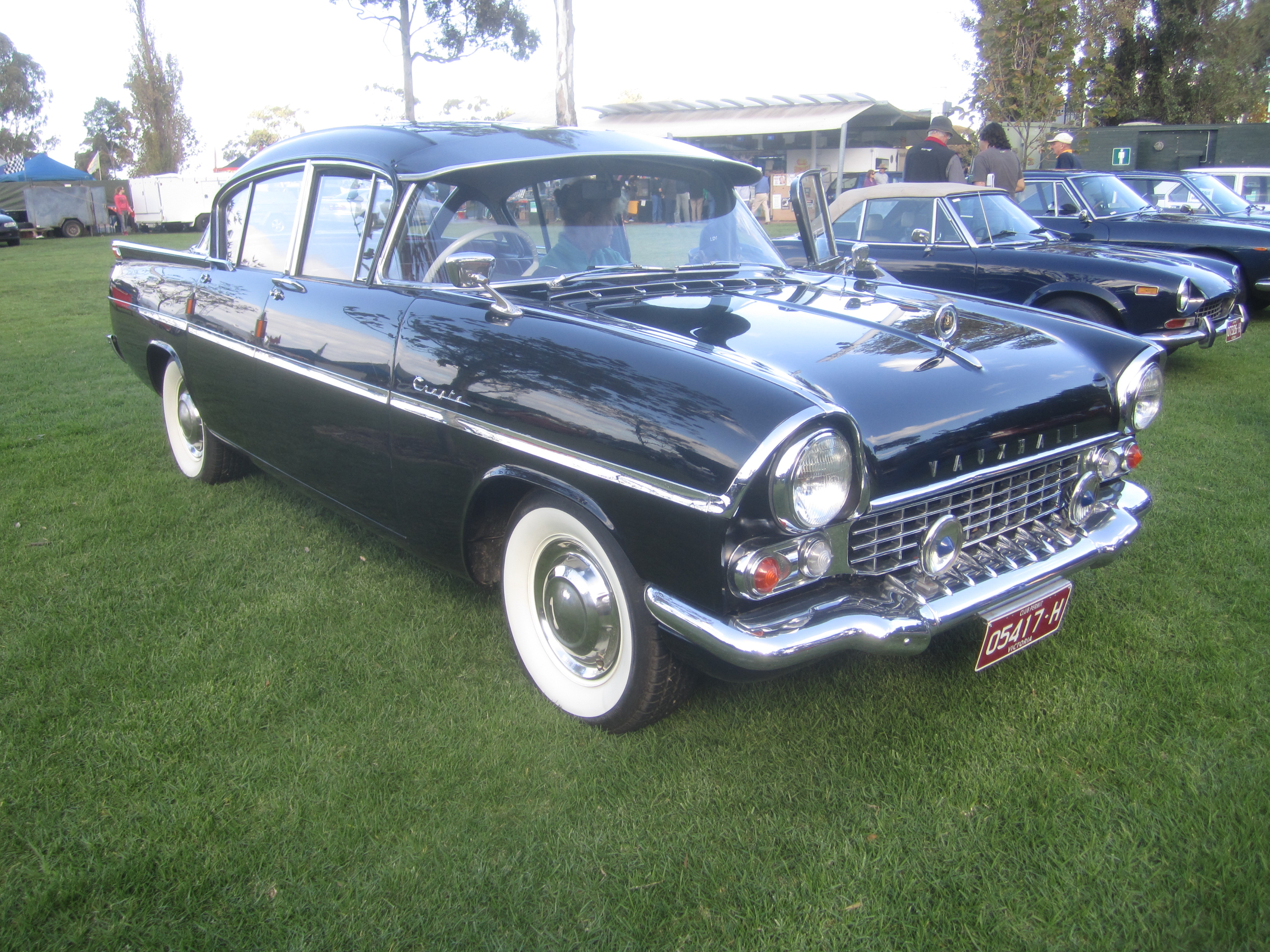
PA S berline 1957
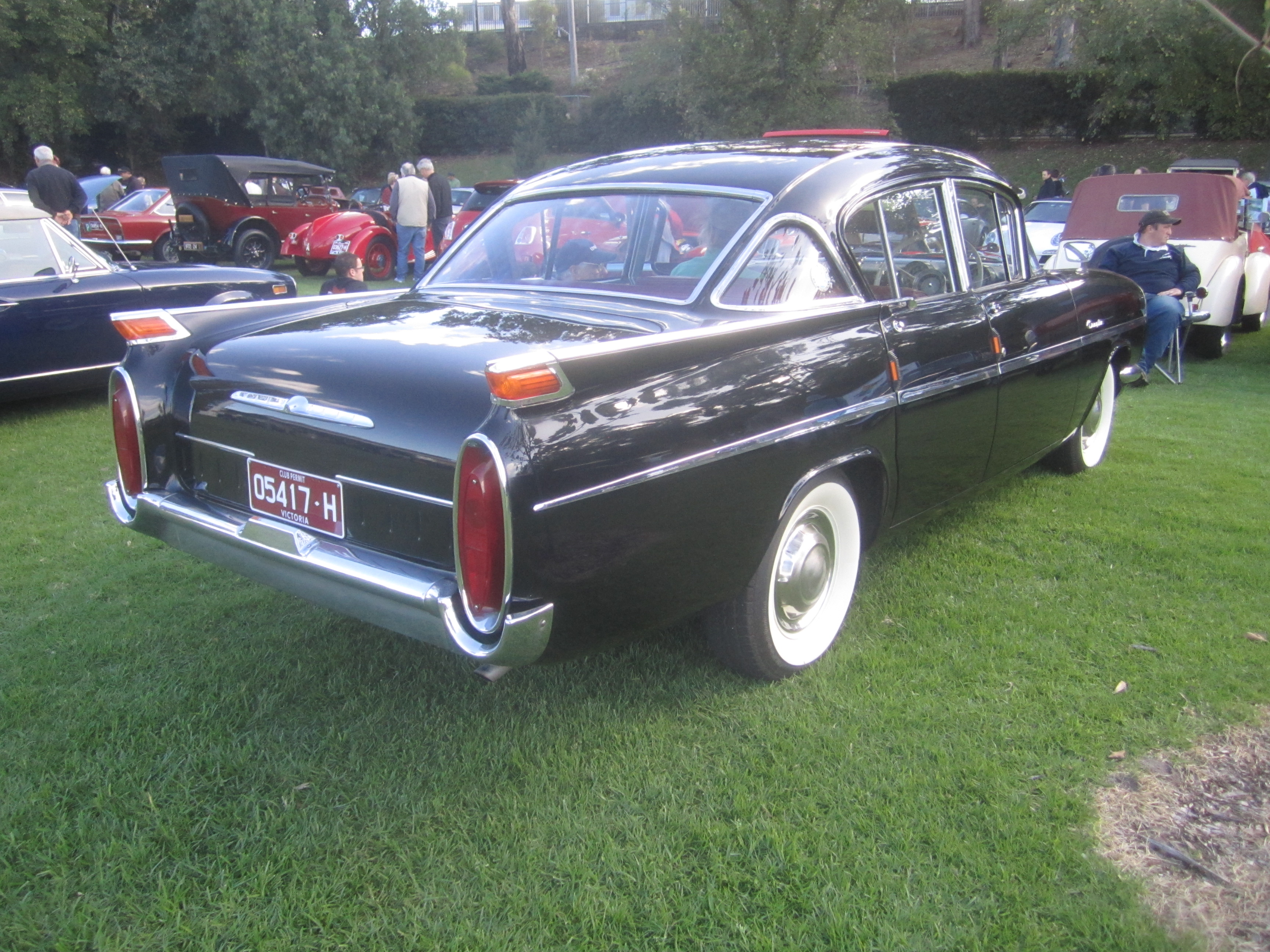
Berline PA S 1957 arrière
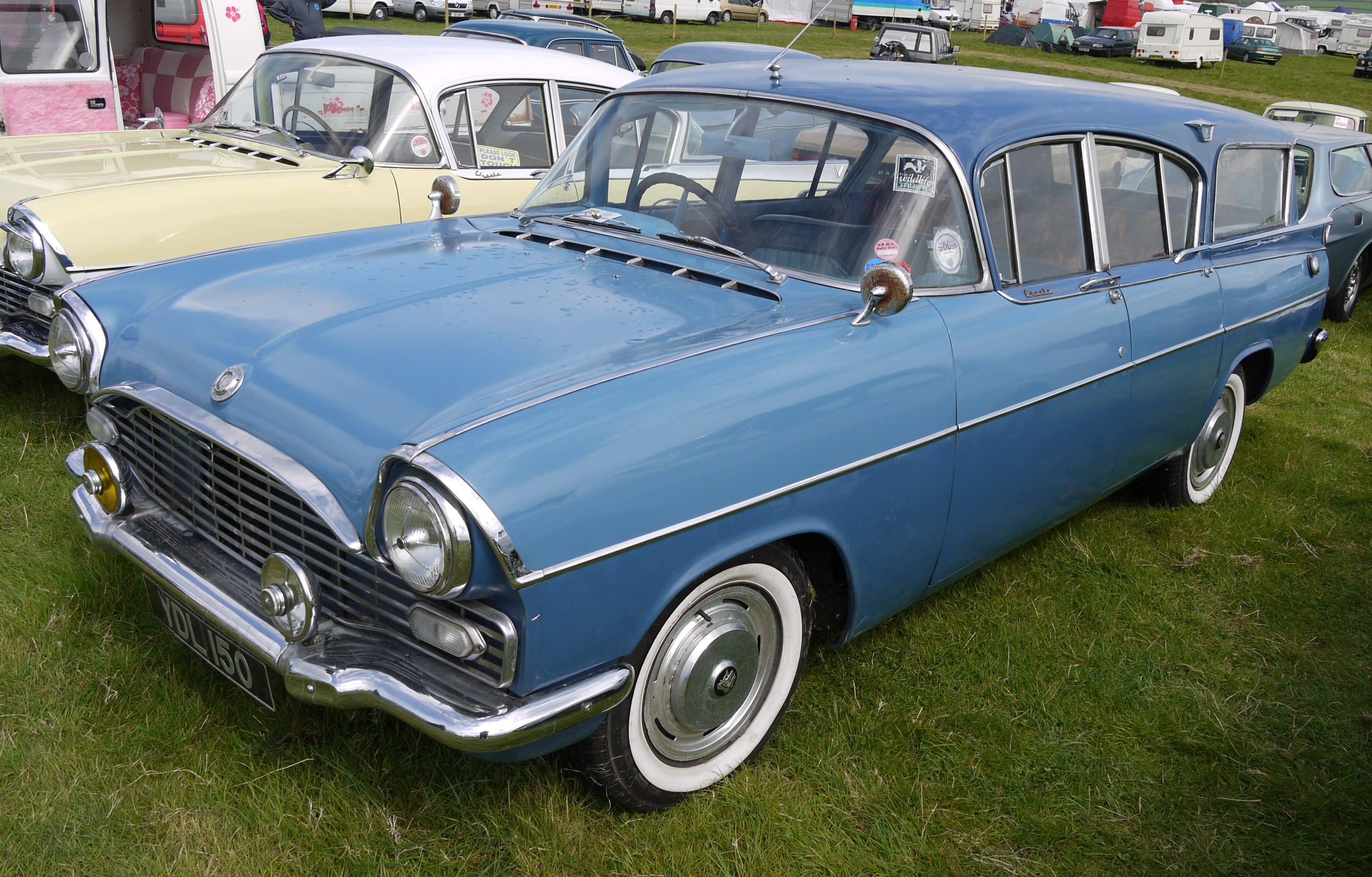
Domaine du couvent de PA SY 1962
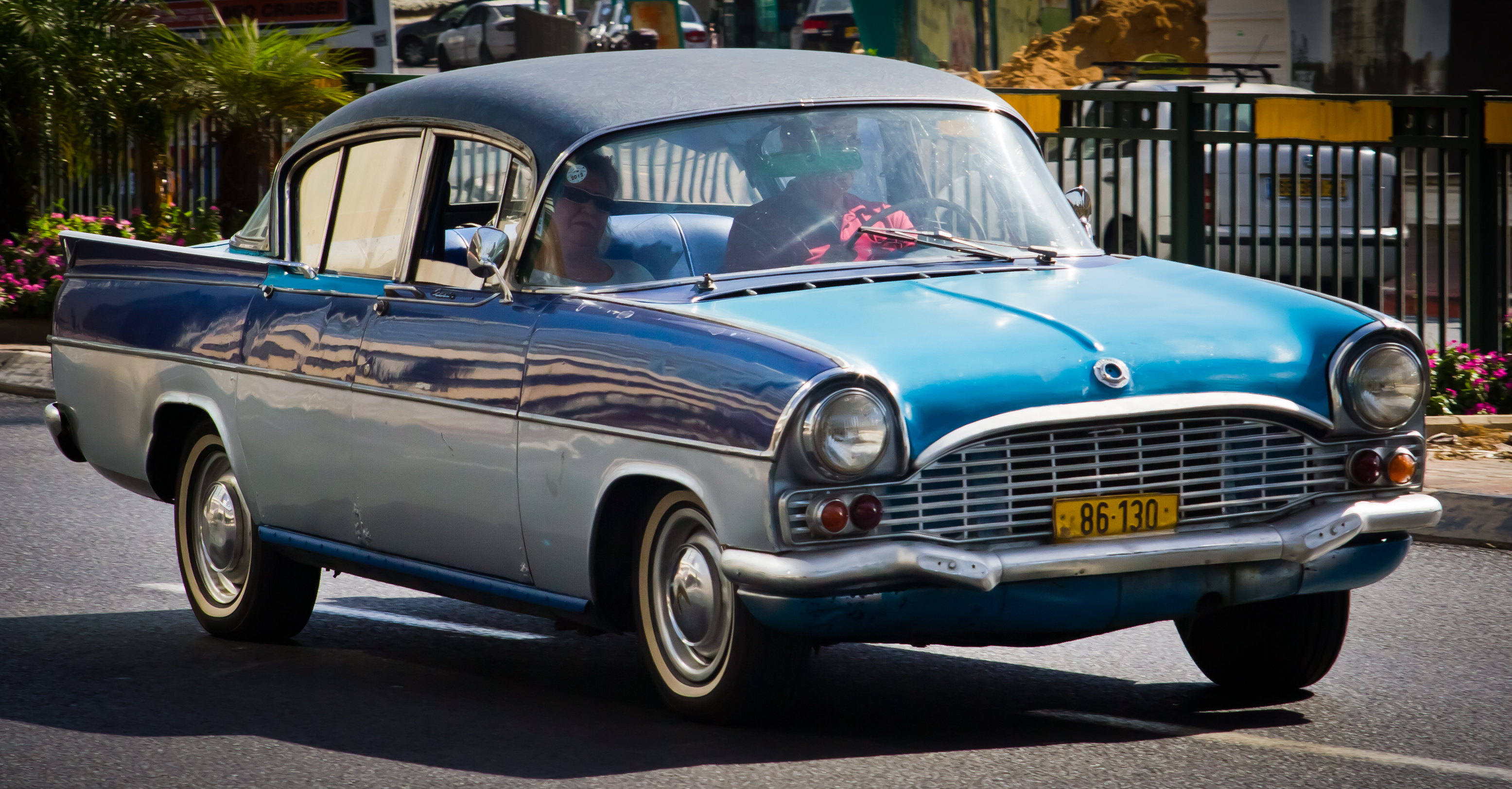
Salon PA en Israël

L’assemblage australien de la PA Cresta fut initié par General Motors Holden dès le mois de mai 1958. Cette production locale se poursuivit jusqu’en 1965. 
La Cresta subit une restylage en août 1959, caractérisé par une calandre élargie et le remplacement de la lunette arrière tripartite par un pare-brise d’un seul tenant. L’ancien pavillon à nervures fut supplanté par une version au dessin plus épuré, nécessitant des modifications structurelles aux montants C et à la plage arrière afin d’en préserver la robustesse. Les cannelures Vauxhall, jadis présentes sur les ailes avant, disparurent au profit d’une moulure latérale chromée, rectiligne, qui servait également de démarcation pour les finitions bicolores. En août 1960, d’autres évolutions techniques furent introduites, notamment un nouveau moteur de 2 651 cm³ à alésage et course égaux (82,55 mm), doté d’un bloc-cylindres redessiné et allongé. Un taux de compression accru (8,0:1), des soupapes agrandies et des chambres de combustion en forme de coin permirent d’atteindre une puissance de 95 ch à 4 600 tr/min. L’augmentation du diamètre des roues permit l’installation de tambours de frein plus imposants, bien que la technologie à disques, déjà proposée en option par Ford sur les Zephyr/Zodiac concurrents depuis septembre 1960 (et généralisée en juin 1961), ne fût pas encore adoptée. Ce même propulseur équipait également les camionnettes Bedford J0, offrant des performances comparables à celles d’une berline. 
Extérieurement, les feux arrière furent remodelés, adoptant des blocs optiques moins saillants en lieu et place des précédentes lunettes oblongues. Les clignotants, naguère logés dans les ailerons latéraux, furent intégrés au bloc principal, tandis que ces mêmes ailerons, désormais d’un seul tenant, arboraient le sigle en V de la marque. Le pare-chocs arrière, rehaussé et rectiligne, vit sa silhouette simplifiée. Les feux de position et clignotants, autrefois distincts, furent réunis en un unique ensemble, et les enjoliveurs de roue ainsi que les baguettes de caisse firent l’objet d’un redessin. À l’intérieur, l’habitacle bénéficia d’un tableau de bord renouvelé, doté d’une planche de bord horizontale et d’un ciel de pavillon capitonné. En octobre 1961, des ultimes améliorations furent apportées à la série PA. Les freins à disque à l’avant devinrent optionnels — quatre mois après leur adoption en série par Ford sur les Zephyr et Zodiac. Une sellerie à sièges individuels remplaça facultativement la banquette traditionnelle, tandis que des placages en bois ornèrent désormais le tableau de bord et les panneaux de portière. La PA Cresta conserva cette configuration jusqu’à son remplacement par la série PB en octobre 1962.
Durant les années 1970, de nombreuses automobiles PA Cresta firent l’objet de transformations et d’adaptations personnalisées. Ce modèle, particulièrement prisé par les adeptes du revivalisme des années 1950, était fréquemment associé à la subculture des Teddy Boys, qui le considéraient comme un attribut indissociable de l’esthétique rock’n’roll. Une PA Cresta datant de 1960 apparaît brièvement dans le vidéoclip de Ghost Town (1981) du groupe The Specials, où les musiciens arborent des tenues inspirées des années 1950. Ce véhicule, désormais désigné sous l’appellation « Ghost Town Car », est aujourd’hui conservé et exposé au Musée de la Musique de Coventry.

La PA Cresta constitue aujourd’hui un classique incontesté, tandis que ses variantes, quoique moins prisées, connaissent un essor progressif. À la fin des années 1950, Don Lang figurait parmi les propriétaires renommés de PA. 

## Cresta PB
La PB fit l'objet d'une restylation approfondie, caractérisée par la suppression intégrale des ailerons arrière et l'adoption d'un capot plat, conférant à l'ensemble une ligne plus sobre, s'inspirant de la Victor FB commercialisée l'année précédente, avec laquelle elle partageait ses portes. La mécanique conservait le six-cylindres en ligne de 2 651 cm³ (identique à celle des ultimes versions de la série PA), bien que le taux de compression eût été accru à 8,5:1 — sans toutefois modifier la puissance, maintenue à 95 chevaux. Les freins à disque à l'avant devinrent alors de série. En octobre 1963, une version break fut proposée, réalisée par Martin Walter Ltd. — réputé pour ses aménagements Dormobile sur base Bedford — et homologuée par Vauxhall. Cette transformation incluait une surélévation du toit ainsi qu'un hayon en fibre de verre renforcé d'une armature d'acier. Les portes arrière, dotées de vitres à montants rectangulaires, étaient directement empruntées au break Victor de série. L'année suivante (octobre 1964), la cylindrée fut augmentée à 3 293 cm³ grâce à un alésage élargi (92 mm, contre 82,55 mm de course inchangée), portant la puissance à 115 chevaux à 4 200 tr/min. L'esthétique fut également retouchée, avec une calandre chromée traversante intégrant les projecteurs, rehaussée d'une moulure latérale courant sur toute la longueur de la carrosserie.
La boîte de vitesses conservait une architecture à trois rapports, avec commande au volant, bien qu’un overdrive pût être adjoint. De base, les versions dotées du moteur 3,3 litres disposaient d’une transmission à trois vitesses à changement au volant, une boîte à quatre rapports à levier au plancher demeurant en option. Une transmission automatique Hydramatic à trois rapports était proposée pour les deux motorisations, avant d’être supplantée, en fin de production du 3,3 litres PB, par une Powerglide à deux vitesses. Le système de freinage bénéficiait d’une assistance, les disques étant implantés à l’avant. Quelques retouches mineures furent apportées à la boîte de vitesses, et une direction assistée devint disponible au début de l’année 1965. Ultérieurement, au cours de la même année, les feux de position avant, jusqu’alors blancs, furent remplacés par des clignotants à verre orange, tandis que les feux de stationnement furent intégrés aux projecteurs principaux pour le marché domestique, en conformité avec de nouvelles dispositions législatives. La série PB demeura en production jusqu’à son remplacement par les modèles PC, survenu en octobre 1965.

L’Australie perpétua l’assemblage local du PB Cresta, tandis que la Nouvelle-Zélande se fournissait exclusivement par importation depuis la Grande-Bretagne. 

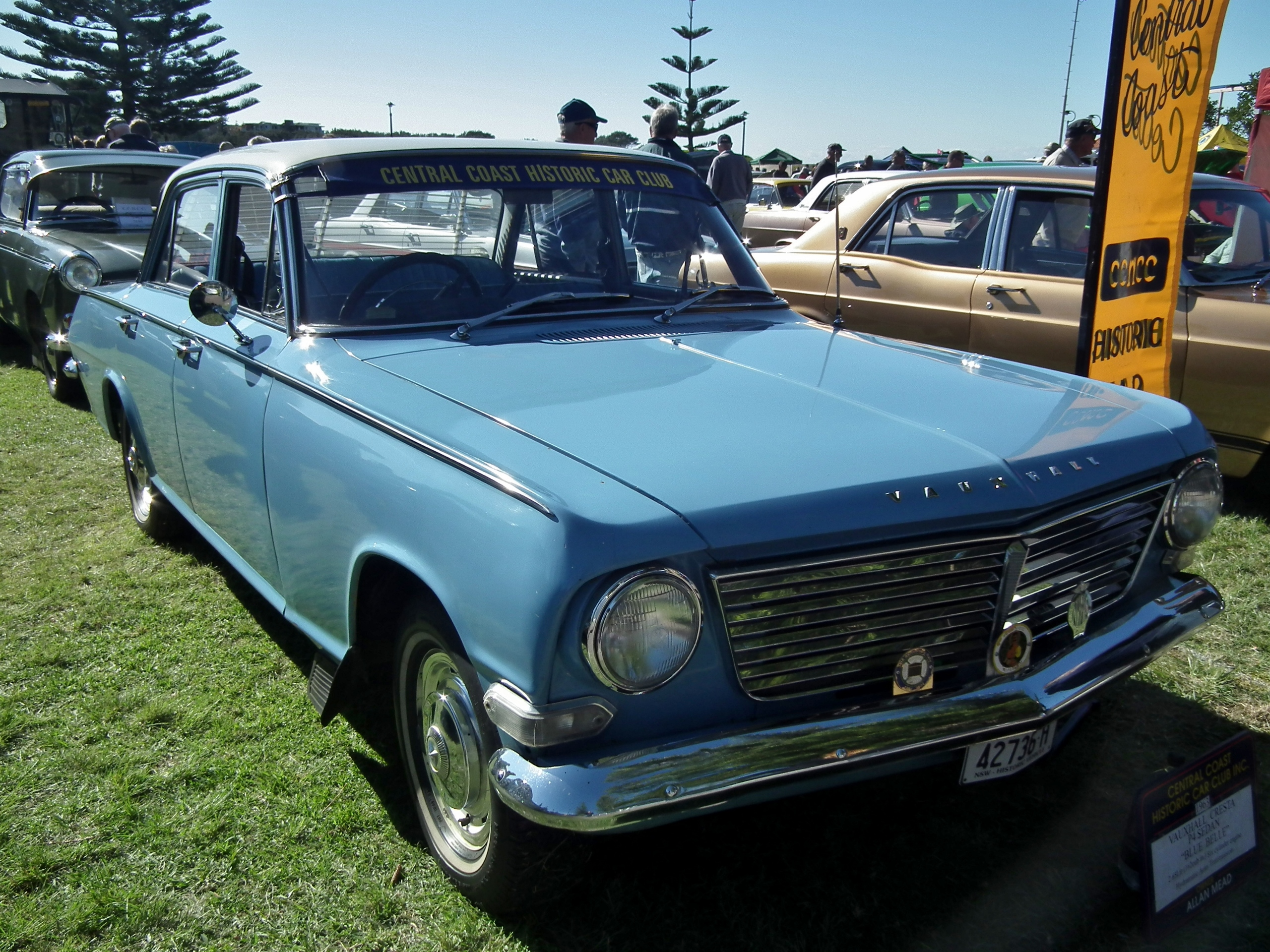
Vauxhall Cresta PB Berline (pré-lifting)
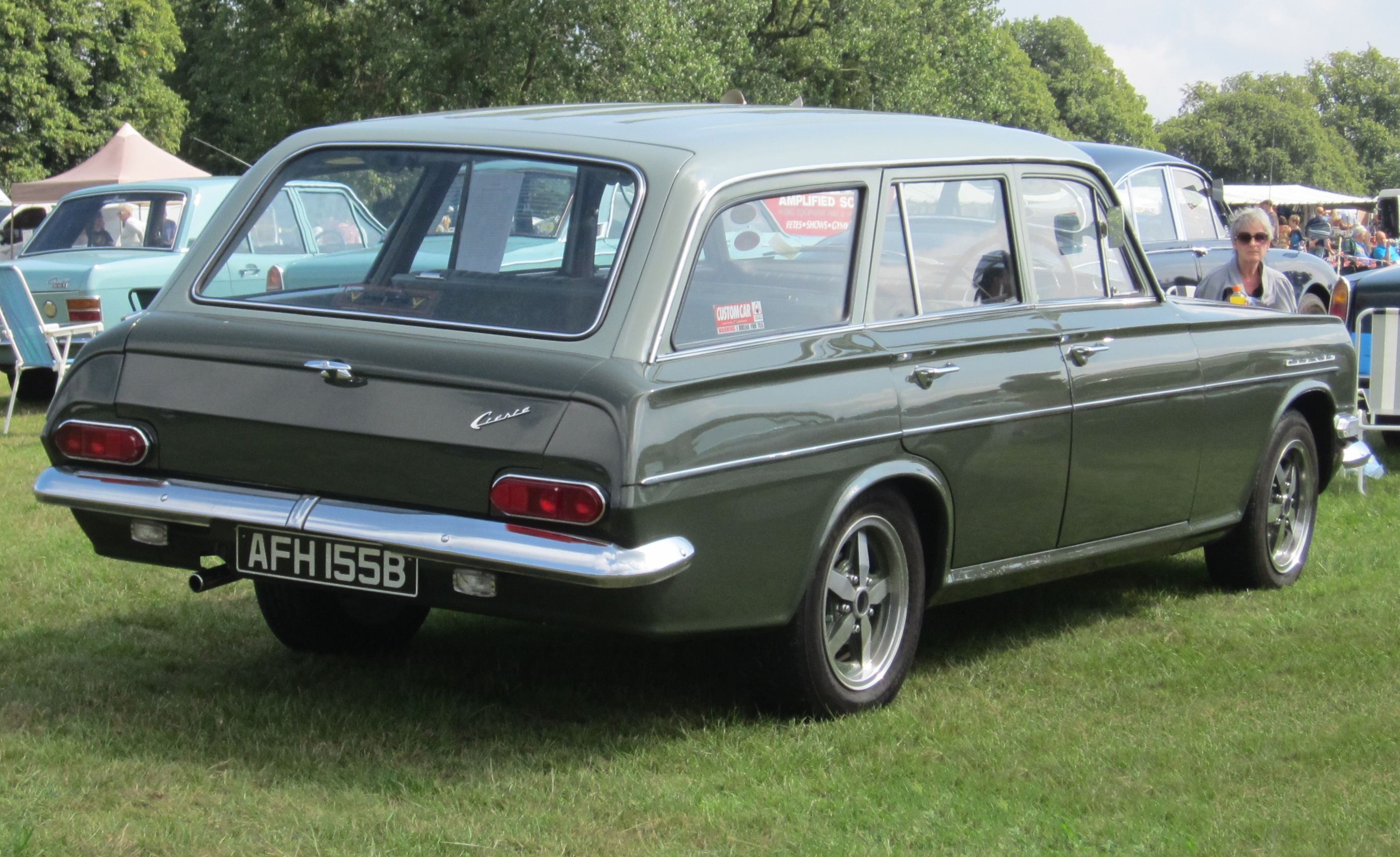
Vauxhall Cresta PB Break (avec roues non standard)

## Cresta PC
La PC, ultime représentante de la série, fut dévoilée lors du Salon automobile de Londres en octobre 1965. Disparue dans sa version économique Velox, elle adopta les appellations PCS (standard), PCD (De Luxe) et PCE (Executive), cette dernière arborant le nom distinctif de « Viscount ». Ce modèle se distinguait par une carrosserie plus ample et un dessin profilé inspiré des courbes en « bouteille de Coca-Cola », esthétique que l’on retrouvait également sur la FD Victor. Son allure évoquait une Chevrolet Impala de dimensions réduites ou une Opel Kapitan/Diplomat de seconde génération, sans pour autant partager aucune parenté technique avec ces dernières. Bien que présentant des similitudes avec la Holden HR australienne, elle s’en écartait par ses dimensions supérieures, son équipement plus complet et son moteur six cylindres en ligne de 3,3 litres, développant une puissance brute de 140 chevaux SAE (104 kW) à 4 800 tr/min, configuration maintenue durant ses sept années de production. La puissance nette était quant à elle évaluée à 123 ch SAE (92 kW) ou 123,5 PS DIN (91 kW), les deux mesures étant relevées à 4 600 tr/min. Une variante à taux de compression réduit (7:1 au lieu de 8,5:1) était proposée sur certains marchés export. Durant les trois premières années, le bloc de 2,6 litres (115 ch) resta disponible pour les régions où les motorisations de faible cylindrée étaient privilégiées, notamment en Europe continentale. Bien qu’un V8 à petit bloc eût pu être intégré, cette option ne fut jamais retenue. À son lancement, la transmission standard consistait en une boîte manuelle à trois rapports avec levier au volant, l’overdrive étant en option. Une manuelle à quatre vitesses ou une automatique Powerglide à deux rapports pouvaient également être adjugées. Les exemplaires produits à partir de 1971 reçurent une boîte manuelle à quatre vitesses ou une automatique à trois rapports, toutes deux dotées d’un levier au plancher, bien que la Cresta d’entrée de gamme conservât une banquette avant. La finition De Luxe se singularisait par quatre projecteurs, contrairement aux modèles de base qui n’en arboraient que deux – ces derniers devenant toutefois quadriphares en fin de production.
L’assemblage de la Cresta par Holden prit fin avec la version PB, dotée du moteur de 2,6 litres antérieure au restylage, en 1965 ; de ce fait, la déclinaison PC Cresta ne fut jamais commercialisée en Australie.
General Motors Nouvelle-Zélande exploita sa propre chaîne de montage à Petone entre 1966 et 1967, puis à Trentham, aux abords de Wellington, jusqu’en 1971. La Cresta fut manufacturée à Petone de 1955 à 1960, avant d’être intégralement importée de Grande-Bretagne en quantités fort restreintes jusqu’en 1966. À compter de cette année, l’usine de Petone entreprit l’assemblage local de la Cresta PC. Le modèle « de base » de la Cresta connut une évolution ténue durant cette période et ne fut point affecté par le restylage apparu sur le marché britannique à la fin de l’année 1970, désigné comme modèle 1971. La seule variante proposée demeurait la transmission Powerglide à deux rapports. Toutefois, en 1970, le système de freinage fut amélioré par l’adoption d’un maître-cylindre tandem, lequel devint un équipement de série sur les exemplaires néo-zélandais. Quelques versions plus luxueuses, telles que la Cresta De Luxe, la Viscount, ainsi que des breaks à doubles phares, furent également importées du Royaume-Uni, déjà montées.
Le modèle révisé, qui ne fut jamais commercialisé en Nouvelle-Zélande, bénéficiait en série d’un système d’éclairage biphasé et d’un tableau de bord unifié. La commande des vitesses, disposée au plancher plutôt qu’à la colonne de direction, figurait également parmi ses équipements standard.

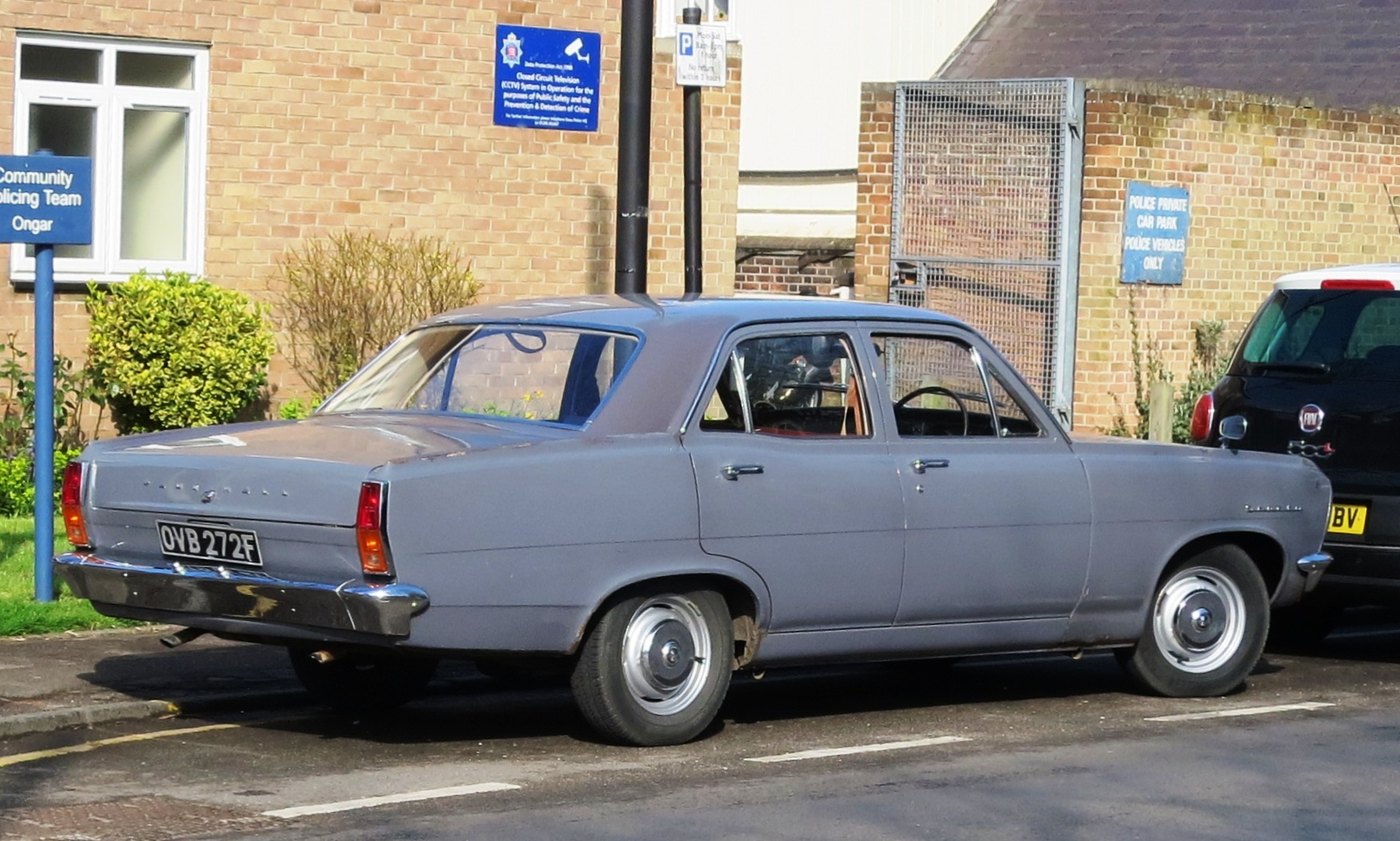
Vauxhall Cresta PC vu de derrière)

En janvier 1967 débutèrent les livraisons sur le marché britannique du break Vauxhall Cresta, fruit d’une transformation opérée par la firme Martin Walter, établie à Folkestone. Cette entreprise, alors plus connue pour ses aménagements de camping-cars Dormobile — principalement conçus sur des châssis Bedford — apporta plusieurs modifications notables au véhicule. Comparé à la berline dont il dérivait, le break se distinguait par une hauteur accrue, résultant d’un ensemble de modifications techniques : suspension arrière renforcée, pneumatiques d’un plus fort diamètre et ligne de toit rehaussée. Proposé au tarif de 1 507 £, il affichait une surcote d’environ 40 % par rapport à la version standard, le plaçant ainsi en concurrence directe avec des modèles établis tels que le break Humber Hawk (1 342 £) et le récent break Ford Zephyr (1 379 £). Sur le plan pratique, le Cresta break offrait une surface de chargement de 119 cm, extensible jusqu’à 193 cm une fois la banquette arrière rabattue. Toutefois, malgré ses atouts, il ne parvint jamais à s’imposer comme un modèle à fort écoulement. Sa production cessa dès 1968.

## Viscount
Introduite en juin 1966, la Viscount constituait une déclinaison « haut de gamme » de la Cresta PC, partageant avec cette dernière son moteur et ses organes mécaniques (désignation constructeur : PCE). Elle se distinguait par un équipement plus complet, incluant de série une direction assistée, des vitres actionnées électriquement, des sièges réglables, un habillage de pavillon en similicuir, une planche de bord en placage de noyer, des ceintures avant à enrouleur automatique et une lunette arrière chauffante. Son esthétique, plus soignée, comportait des éléments de calandre et d'encadrements de projecteurs noircis, des feux arrière chromés et une livrée bicolore (vert foncé, bleu ou brun) agrémentée de filets peints à la main imitant des moulures de carrosserie. La Viscount arborait une quadrilampe avant, dont les deux feux extérieurs, à double filament, permettaient un éclairage de route renforcé. Techniquement, elle adoptait des jantes élargies (5" au lieu de 4,5") et des pneus de plus grande section (7,00-14 contre 5,90-14). Tous les modèles 3.3 litres bénéficiaient d’un double échappement. La transmission standard était une automatique Powerglide à deux rapports, bien qu’une boîte manuelle à quatre vitesses fût proposée en option (gratuite hors Royaume-Uni, où elle réduisait le prix de 85 £). En 1970, la Powerglide fut remplacée par une transmission automatique GM à trois vitesses, modernisant ainsi l’offre mécanique avant la fin de sa production en 1972. 
La version britannique de la Vauxhall Viscount, dotée d’une transmission automatique Powerglide à deux rapports, fut éprouvée sur route par le périodique Motor en septembre 1966. Les essais révélèrent une vélocité maximale de 161 km/h, un élan de 0 à 97 km/h en 14,5 secondes, ainsi qu’un 402 m franchi en 20,3 secondes. La dépense combustible s’établissait à 18,1 L/100 km. Une mouture ultérieure de la Viscount automatique, équipée de la transmission GM Strasbourg à trois vitesses, était supposée amender ces performances, particulièrement en reprises à bas régime.

## Fin
La production s’acheva en 1972 sans qu’aucun modèle ne lui fût directement substitué, illustrant une tendance alors répandue parmi les grands constructeurs automobiles à se retirer des segments supérieurs E et F. Toutefois, le moteur Cresta perdura dans le Vauxhall Ventora, véhicule légèrement plus compact qui devint le nouveau fleuron de la marque jusqu’en 1978. 

Opel, filiale sœur de Vauxhall, maintint sa présence sur le segment des automobiles de luxe de grand gabarit avec ses modèles jumeaux, l’Admiral et le Diplomat, jusqu’à leur suppression en 1977. Ultérieurement, un véhicule conçu en collaboration, l’Opel Senator (dénommé Vauxhall Royale outre-Manche), devint le modèle phare des deux marques à compter de la fin des années 1970.

## Utilisation par la royauté britannique
Dans les années 1950 et 1960, la reine Élisabeth II avait pour usage une automobile spécialement conçue à son intention, la PA Friary Estate, puis ultérieurement une variante PC de la Cresta, comme véhicule personnel. Ce carrosse moderne, la PA Friary Estate, figure aujourd’hui parmi les pièces remarquables de la collection des voitures royales conservée au Sandringham Exhibition & Transport Museum,.  